# Kunzea sinclairii
Kunzea sinclairii är en myrtenväxtart som först beskrevs av Thomas Kirk, och fick sitt nu gällande namn av W.Harris. Kunzea sinclairii ingår i släktet Kunzea och familjen myrtenväxter. Inga underarter finns listade i Catalogue of Life.